# Joseph-François Michaud

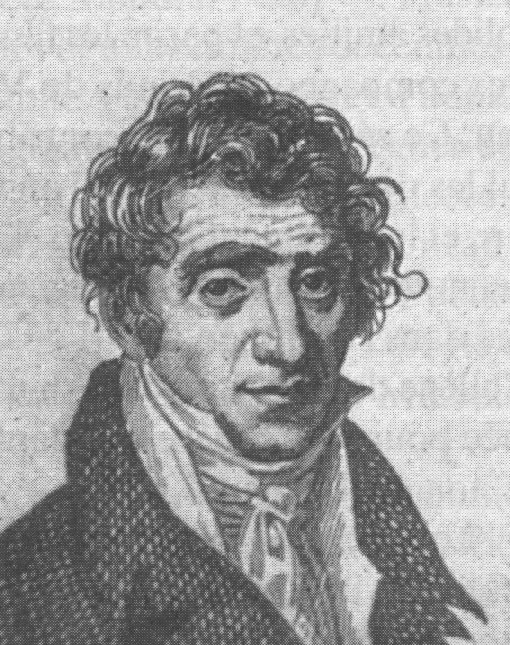
Joseph-François Michaud

Joseph-François Michaud (La Biolle, 9 juni 1767 - Passy, 30 september 1839) was een Frans historicus, schrijver en lid van de Académie française.

## Levensloop
Hij was de zoon van een notaris en kreeg zijn opvoeding in het voormalig jezuïetencollege van Bourg-en-Bresse, in het koninkrijk Piëmont-Sardinië. Hij werd bediende in een boekhandel in Lyon. Het jaar daarop publiceerde hij Voyage littéraire au Mont-Blanc. Hij werd voorgesteld aan gravin Fanny de Beauharnais, die hem onder haar bescherming nam, en hij trok naar Parijs.
Hoewel hij zich als discipel voorstelde van Rousseau en Voltaire, koos hij partij voor de monarchie en werkte mee met Antoine-Marie Cerisier in de Gazette universelle en met Joseph-Alphonse Esménard in de Postillon de la guerre. Vervolgens werd hij republikein, maar verklaarde later dat dit alleen maar was om zijn vel te redden. 
Na 9 Thermidor werd hij opnieuw openlijk royalist en werkte mee met het nieuwsblad La Quotidienne. Hij ageerde met de royalisten tegen de Convention en toen dit verkeerd uitdraaide, vluchtte hij naar Chartres. Hij werd gearresteerd en naar Parijs gebracht maar slaagde erin te ontsnappen met de hulp van de uitgever Giguet. Hij werd bij verstek veroordeeld op 27 oktober 1795. Hij vluchtte naar Zwitserland en keerde na enkele tijd naar Frankrijk terug, waar hij een nomadenleven leidde.
In 1797 richtte hij met zijn broer Louis-Gabriel Michaud een drukkerij op die zich specialiseerde in het drukken van religieuze en monarchistische boeken. In 1799 werd hij verschillende maanden opgesloten, onder beschuldiging een pamflet tegen Bonaparte te hebben gedrukt. 
Hij verzoende zich uiteindelijk met het keizerlijk regime en publiceerde in 1810 Treizième chant de l'Énéide ou le Mariage d'Énée et de Lavinie, een lofbetuiging op het huwelijk van Napoleon en Marie-Louise. Hij schreef ook geestdriftige verzen bij de geboorte van hun zoon.
Vanaf 1805 begon hij zich te interesseren voor de geschiedenis van de kruistochten die uitmondde op zijn monumentaal werk Histoire des Croisades, in zeven delen, gepubliceerd tussen 1812 en 1822.
Vanaf 1806 publiceerde hij, samen met zijn broer, de Biographie universelle ancienne et moderne : histoire par ordre alphabétique de la vie publique et privée de tous les hommes, in 45 volumes tussen 1845 en 1862. 
Op 5 augustus 1813 werd hij verkozen tot lid van de Académie française. 
Na 1814 werd hij opnieuw royalist en werd bezoldigd lecteur du roi. Tijdens de Honderd Dagen kwam hij op tegen Napoleon en schreef Histoire des quinze semaines ou le dernier séjour de Bonaparte.
In mei 1815 werd hij verkozen tot volksvertegenwoordiger voor het departement Ain en zetelde bij de ultra-royalisten. 
In 1817 werd hij hoofdredacteur van La Quotidienne en bleef dit tot aan zijn dood.
In mei 1830 ondernam hij een reis naar Griekenland, Turkije en Palestina.
Hij ging bij zijn terugkeer in Passy wonen, van waar hij intellectuele invloed uitoefende op de opiniemakers van zijn tijd, onder meer op Charles Augustin Sainte-Beuve.

## Publicaties
- Les adieux à Bonaparte, 1799.

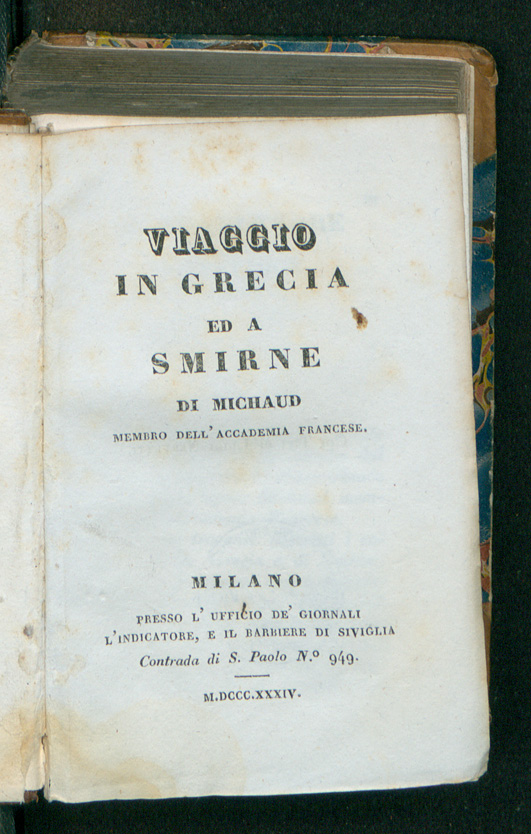
Viaggio in Grecia ed a Smirne, 1834

- Histoire des progrès et de la chute de l'empire de Mysore, sous les règnes d'Haidar Alî et Tippoo-Saïb, 2 volumes, Parijs, Giguet, 1801.
- Le Printemps d'un proscrit, poème en 3 chants, Parijs, Giguet et Michaud, 1803. tekst online
- Biographie moderne, ou Dictionnaire biographique de tous les hommes morts et vivants qui ont marqué à la fin du 18e siècle et au commencement de celui-ci, 4 volumes, 1806.
- Biographie universelle ancienne et moderne : histoire par ordre alphabétique de la vie publique et privée de tous les hommes, in 85 volumes vanaf 1841.
- Histoire des Croisades, 7 volumes, 1812-22. digitale tekst 2 3
- Histoire des quinze semaines, ou le Dernier règne de Bonaparte, 1815.
- Bibliothèque des croisades, 4 volumes, 1829.
- Correspondance d'Orient, 1830-1831, 7 volumes, samen met Poujoulat, 1833-35. Texte en ligne 1 2 3 4 5 6 7
- Nouvelle Collection de Mémoires pour servir à l'histoire de France depuis le 13e siècle jusqu'à nos jours, 32 volumes, 1836-39.
- Veillées de famille, contes instructifs et proverbes moraux en français, en italien, en anglais, et en allemand. Ouvrage nouveau à l'usage de l'enfance et de la jeunesse de tous les pays (samen met Charles Nodier), 1837.